# Наньпу
Наньпу (кит. 南浦街道, пін. Nánpŭ Jiēdào) — селище у КНР, адміністративний центр повіту Пучен у провінції Фуцзянь.

## Географія
Наньпу розташовується на півночі префектури в горах Уїшань.

### Клімат
Громада знаходиться у зоні, котра характеризується вологим субтропічним кліматом. Найтепліший місяць — липень із середньою температурою 27.8 °C (82 °F). Найхолодніший місяць — січень, із середньою температурою 5.6 °С (42 °F).
| Клімат Наньпу           | Клімат Наньпу | Клімат Наньпу | Клімат Наньпу | Клімат Наньпу | Клімат Наньпу | Клімат Наньпу | Клімат Наньпу | Клімат Наньпу | Клімат Наньпу | Клімат Наньпу | Клімат Наньпу | Клімат Наньпу | Клімат Наньпу |
| Показник                | Січ.          | Лют.          | Бер.          | Квіт.         | Трав.         | Черв.         | Лип.          | Серп.         | Вер.          | Жовт.         | Лист.         | Груд.         | Рік           |
| Середній максимум, °C   | 12            | 12            | 17            | 22            | 26            | 29            | 33            | 33            | 30            | 25            | 19            | 14            | 22            |
| Середня температура, °C | 6             | 8             | 12            | 17            | 21            | 25            | 28            | 27            | 24            | 19            | 13            | 8             | 17            |
| Середній мінімум, °C    | 2             | 4             | 8             | 13            | 17            | 21            | 23            | 22            | 19            | 14            | 9             | 3             | 12            |
| Норма опадів, мм        | 66            | 135           | 192           | 240           | 323           | 363           | 143           | 125           | 118           | 66            | 70            | 50            | 1891          |
| ----------------------- | ------------- | ------------- | ------------- | ------------- | ------------- | ------------- | ------------- | ------------- | ------------- | ------------- | ------------- | ------------- | ------------- |
| Джерело: Weatherbase    |               |               |               |               |               |               |               |               |               |               |               |               |               |